# Élections territoriales de 1957 en Oubangui-Chari
Les élections territoriales de 1957 en Oubangui-Chari se déroulent le 31 mars 1957 afin de pourvoir les 50 membres de l'Assemblée territoriale de l'Oubangui-Chari, alors territoire d’outre-mer de l’Union française couvrant le territoire de l'actuelle République centrafricaine. Les élections ont lieu pour la première fois au suffrage universel direct par application de la Loi-cadre Defferre,,.
Les élections voient la victoire du Mouvement d'évolution sociale de l'Afrique noire (MENSA), qui remporte l'intégralité des sièges et porte Barthélemy Boganda à la présidence du conseil.

## Résultats
|                           |                                                  |         |       |        |  |  |  |  |  |
| Partis                    | Partis                                           | Votes   | %     | Sièges |  |  |  |  |  |
|                           | Mouvement d'évolution sociale de l'Afrique noire | 348 352 |       | 50     |  |  |  |  |  |
|                           | Evolution sociale de Haute-Sangha                |         |       | 0      |  |  |  |  |  |
|                           | Indépendants de Haute-Sangha                     |         |       | 0      |  |  |  |  |  |
|                           | Liste ouaka                                      |         |       | 0      |  |  |  |  |  |
|                           |                                                  |         |       |        |  |  |  |  |  |
| Suffrages exprimés        |                                                  |         |       |        |  |  |  |  |  |
| Votes blancs et invalides |                                                  |         |       |        |  |  |  |  |  |
| Total                     | Total                                            | 365 550 | 100   | 50     |  |  |  |  |  |
| Abstentions               | Abstentions                                      | 256 834 | 41,27 |        |  |  |  |  |  |
| Inscrits / participation  | Inscrits / participation                         | 622 384 | 58,73 |        |  |  |  |  |  |